# Шинед Керр
Ши́нед Керр (англ. Sinead Kerr; нар. 30 серпня 1978, Данді, Шотландія, Велика Британія) — британська шотландська фігуристка, що виступає у танцях на льоду в парі зі своїм братом Джоном Керром, це найсильніша британська танцювальна пара 2-ї половини 2000-х років.
Вони — семиразові чемпіони Великої Британії з фігурного катання (2004—10, поспіль), срібні призери Чемпіонату Європи з фігурного катання 2009 року; учасники 2 Олімпіад (на ХХ-х Іграх — 10-ті, на XXI-х Іграх — 8-мі).
Катання сестри і брата Керрів вирізняє надзвичайно оригінальні постановки танців, цікаві музичні супроводи, яскраві костюми, акцент на «шотландськості».

## Кар'єра
Пара тренується в групі Євгена Платова.
У лютому 2010 року фігуристи у складі Британської олімпійської збірної у турнірі танцюристів на льоду на XXI-х Зимових Олімпійських іграх (Ванкувер, 2010) посіли високе 8-е місце (з 23 пар).